# جيمس نيلسون باركر
جيمس نيلسون باركر (بالإنجليزية: James Nelson Barker)‏ هو كاتب وكاتب مسرحي ومؤلف وسياسي أمريكي، ولد في 17 يونيو 1784 في فيلادلفيا في الولايات المتحدة، وتوفي في 9 مارس 1858 في واشنطن العاصمة في الولايات المتحدة.